# دوري الدرجة الأولى الروماني 1930–31
دوري الدرجة الأولى الروماني 1930–31 (بالرومانية: Divizia A 1930-1931)‏ هو الموسم 19 من دوري الدرجة الأولى الروماني. أقيم خلال الفترة 7 يونيو 1931 وحتى 28 يونيو 1931، وأشرف على تنظيمه اتحاد رومانيا لكرة القدم، وكان عدد الأندية المشاركة فيه 5، وفاز فيه نادي أوتيلول ريشيتا.